# Lluís Rabell
Josep Lluís Franco Rabell (Barcelona, 17 de febrero de 1954) es un traductor, activista y político español. Diputado de la xi legislatura del Parlamento de Cataluña entre 2015 y 2017, lideró el grupo parlamentario de Catalunya Sí que es Pot.

## Biografía
Hijo de una modista, vivió en El Raval hasta los trece años, cuando con su familia se trasladó a La Izquierda del Ensanche. Vivió durante once años en Francia por motivos laborales, y a su retorno el 1987 se integró al asociacionismo vecinal. En esa época fue administrador de Talleres Franco SL, una empresa familiar de mármoles disuelta tras quebrar en 2011. En 1988 fue candidato a las elecciones del Parlamento de Cataluña por la provincia de Tarragona con el Partido Obrero Revolucionario (PORE), ocupando en número 7 de la lista. Más tarde militó en EUiA y Revuelta Global (Revolta Global). Se posicionó como crítico con la alcaldía de Xavier Trias en el Ayuntamiento de Barcelona y es próximo a Ada Colau. De cara a la consulta sobre la independencia de Cataluña de 2014, fue uno de los impulsores y firmantes del manifiesto de Izquierdas por el Sí-Sí.
A finales del 2012 fue nombrado presidente de la Federación de Asociaciones de Vecinos de Barcelona, en sustitución de Jordi Bonet. Hasta entonces había sido vicepresidente segundo de la entidad y presidente de la Asociación de Vecinos de la Izquierda del Ensanche. En julio de 2015 se anunció que sería el cabeza de lista por la provincia de Barcelona de la candidatura Cataluña Sí se Puede (Catalunya Sí que es Pot); CSQP), confluencia de Iniciativa per Catalunya Verds (ICV), Esquerra Unida i Alternativa (EUiA) y Podemos, en las elecciones al Parlamento de Cataluña de 2015.